# Nilópolis
Nilópolis este un oraș în unitatea federativă Rio de Janeiro (RJ), Brazilia.